# Evelyn Dennison Hone
Sir Evelyn Dennison Hone GCMG CVO OBE (13 de dezembro de 1911 - 18 de setembro de 1979) foi o último governador da Rodésia do Norte, de 1959 até à independência da Zâmbia em 1964.

## Juventude
Hone nasceu na família Hone em Salisbury, na Rodésia do Sul, a 13 de dezembro de 1911. Ele era filho de Arthur Rickman Hone, o magistrado-chefe da Rodésia do Sul, e Olive Gertrude Fairbridge Scanlen, filha de Sir Thomas Scanlen. Ele era sobrinho da Rt. Rev. Campbell Hone e o bisneto do Ven. Richard Hone.

## Carreira
Depois de estudar na Universidade de Oxford como bolsista de Rhodes, Hone entrou para o Serviço Colonial e serviu no Território Tanganyika, Seicheles, Palestina, Honduras Britânica e Aden. Secretário-chefe do governador da Rodésia do Norte de 1957 a 1959, ele próprio tornou-se governador em 1959. Rapidamente iniciando conversações com nacionalistas africanos, ele desenvolveu uma boa relação de trabalho com Kenneth Kaunda e ajudou a pavimentar o caminho para a Rodésia do Norte, conquistando a independência como Zâmbia em outubro de 1964.
O Colégio Evelyn Hone em Lusaca foi posteriormente nomeado em sua homenagem. Ele morreu em setembro de 1979.